# Louis Renault (luật gia)
Louis Renault (21 tháng 5 năm 1843 – 8 tháng 2 năm 1918) là một luật gia, một nhà giáo dục người Pháp, và là người cùng đoạt giải Nobel Hòa bình năm 1907 (chung với Ernesto Teodoro Moneta).
Renault sinh tại Autun. Từ năm 1868 tới năm 1873 Renault là giáo sư các môn luật La Mã và luật thương mại tại trường Đại học Dijon. Từ năm 1873 tới khi qua đời, ông làm giáo sư tại Phân khoa Luật học trường Đại học Paris, nơi từ năm 1881 ông là giáo sư môn luật quốc tế. Năm 1890 ông được bổ nhiệm làm luật gia của Bộ Ngoại giao Pháp, một chức vụ được lập ra cho ông để ông nghiên cứu kỹ chính sách đối ngoại của Pháp trong ánh sáng của luật quốc tế. Ông đã phục vụ rất nhiều hội nghị trong khả năng luật học của mình, nhất là hai Hiệp ước Den Haag (1899 & 1907) và Hội nghị Hải quân London (London Naval Conference) năm 1908-09.
Năm 1901, ông được bầu vào Viện Hàn lâm Khoa học đạo đức và Chính trị (Pháp) (Académie des sciences morales et politiques).
Renault là một nhà trọng tài phân xử xuất sắc, các vụ trong tài phân xử nổi tiếng của ông như vụ Japanese House Tax năm 1905, vụ Casa Blanca năm 1909, vụ Sawarkar năm 1911, vụ Carthage năm 1913, và vụ Manouba năm 1913.
Trong số các tác phấm của ông có các bài báo và các bài chuyên khảo về những chủ đề chuyên môn hóa về luật quốc tế. Cùng với người bạn và là đồng nghiệp C. Lyon-Caen, ông đã viết nhiều tác phẩm về luật thương mại, trong đó có một bản trích yếu gồm 2 tập, một chuyên luận gồm 8 tập và một sổ tay được xuất bản nhiều lần.
Năm 1879 Renault xuất bản quyển Introduction to the Study of International Law (Dẫn nhập vào việc nghiên cứu Luật quốc tế) và năm 1917 quyển First Violations of International Law by Germany (Các vụ vi phạm Luật quốc tế đầu tiên của Đức), liên quan tới cuộc xâm lăng Bỉ và Luxembourg, sự vi phạm các giao ước của Đức.